# Opéra de Nice
L’Opéra de Nice est un théâtre lyrique situé dans le Vieux-Nice et inauguré en 1885. Il est géré par la ville de Nice en régie municipale directe et compte 1 083 places.
Le bâtiment se présente dans un tissu urbain imbriqué avec deux façades principales : l’une au sud, sur un bord de mer nommé quai des États-Unis, jadis occupé par les remparts et des baraques de pêcheurs, l’autre au nord, avec l’entrée de l'édifice donnant sur la rue Saint-François-de-Paule.
Il est classé au titre des monuments historiques par arrêté du 31 mars 1992.

## Historique

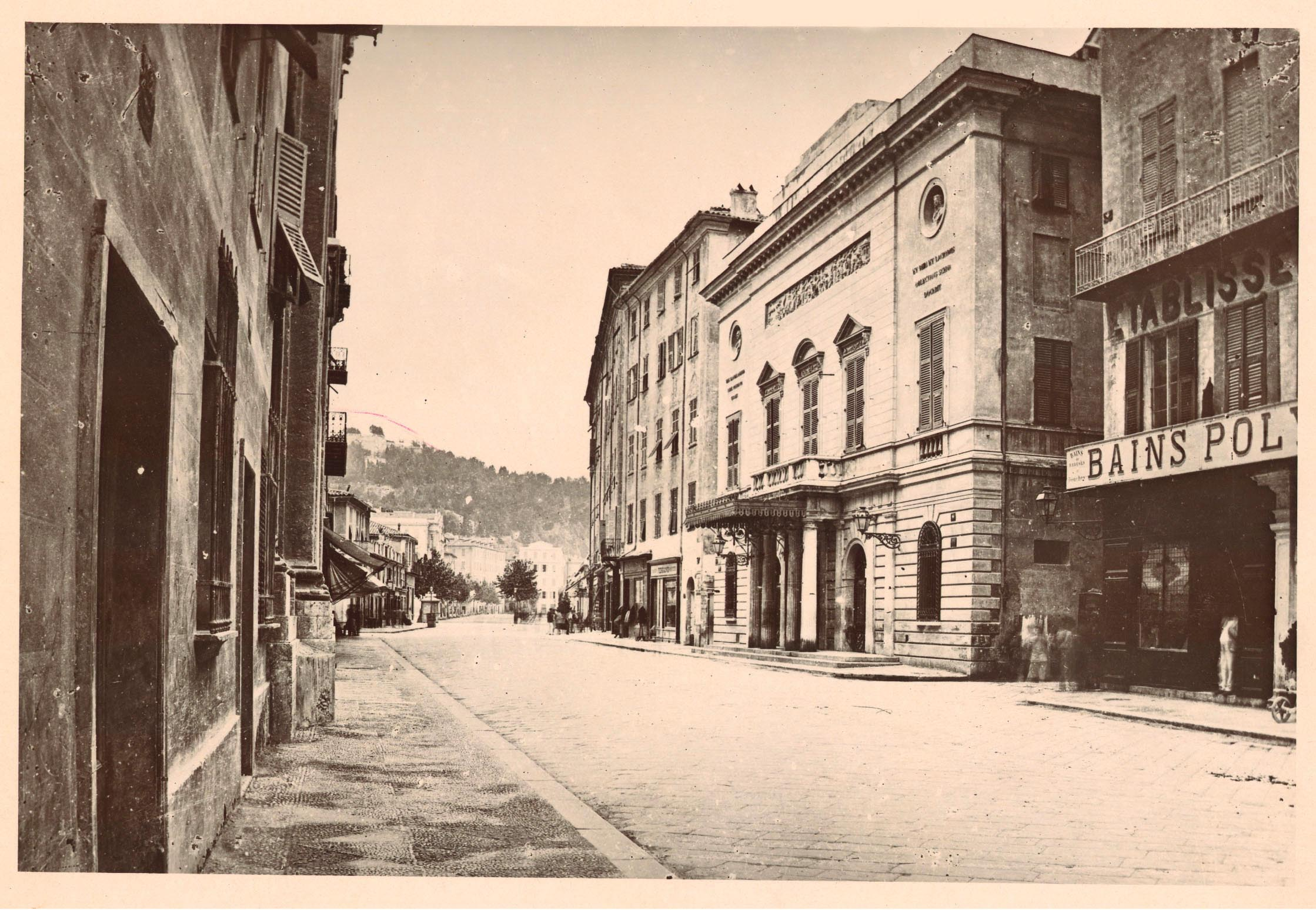
Le Théâtre municipal en 1876.

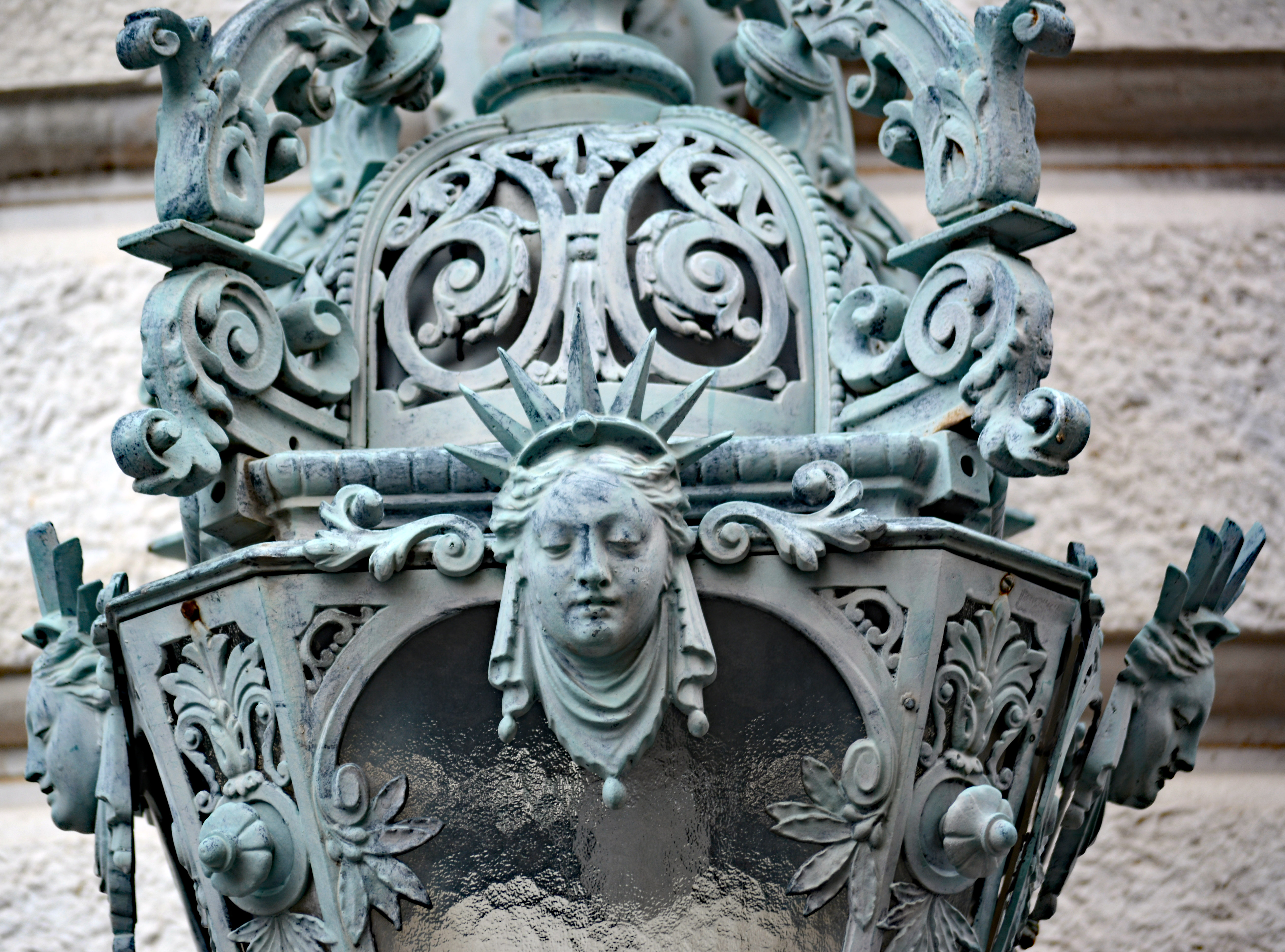
Grande lanterne extérieure en bronze richement ornée, suspendue à un bras d’applique en crosse (accolée à un support ornementé d’une lyre. Le luminaire est aujourd’hui électrifié, vitrée sur ses 4 faces).

À la fin du XVIIIe siècle, la vie mondaine s’organise autour de nombreux théâtres installés proche de la place Saint-Dominique, actuellement place du palais de Justice. Dès le milieu du XVIIIe siècle, il existe déjà une salle de spectacle, appelé théâtre Maccarani, près de la porte Saint-Éloi, aujourd’hui site de l’actuel Opéra. En 1789, une société rivale dite des Quarante le rachète. Il est alors agrandi et rénové pour accueillir une clientèle hivernante de plus en plus nombreuse. En 1792, les troupes françaises occupent Nice. Le théâtre est alors transformé en club patriotique puis retrouve un peu de sa vocation sous le nom de théâtre de la Montagne.
À la Restauration sarde, il continue d’être géré par la société des Quarante jusqu’en 1825. Un an plus tard, en 1826, sous l’impulsion du roi Charles-Félix de Sardaigne, la ville le rachète, le démolit et fait construire le Théâtre royal. Sa réalisation néo-classique est confiée à l’architecte Benoît Brunati selon le modèle du Teatro San Carlo de Naples. Le plan intérieur est un parterre spacieux, sans siège et avec plusieurs étages de loges. L’immense rideau de scène est peint par Jean-Baptiste Biscarra avec un motif sur le thème du triomphe de Catherine Ségurane. L'œuvre s'intitule L'Apothéose de Catherine Ségurane. Le Théâtre royal est inauguré le 26 octobre 1827.
Au cours du Second Empire, il s’appelle le Théâtre impérial. En 1871, il devient théâtre municipal ; le 23 mars 1881, un incendie le détruit alors qu'est donnée une représentation de Lucie de Lammermoor. Cette catastrophe fait deux cents victimes à qui l'on consacre un monument en forme de pyramide à l'entrée du cimetière du château,. Dès 1882, la municipalité d’Alfred Borriglione décide de reconstruire et d’agrandir un nouveau théâtre sur les cendres de l’ancien. Les plans sont réalisés par l’architecte François Aune et validés par Charles Garnier. L’architecture extérieure est inspirée d’un style dit éclectique, et à l’intérieur la grande salle disposée en fer à cheval est luxueusement décorée et ses dimensions sont spectaculaires, dix-neuf mètres de large sur vingt-trois mètres de long. La fresque du grand plafond, avec un ciel mythologique représentant Phaëton, fils d’Apollon, conduisant le char du soleil, ainsi que les décors attenants, les quatre panneaux des Neuf muses qui ornent le grand foyer, sont réalisés par le peintre Emmanuel Costa.
Le nouveau théâtre municipal est inauguré le 7 février 1885 avec Aida de Giuseppe Verdi. En 1902, le théâtre municipal devient l'Opéra de Nice.

## Représentations et créations

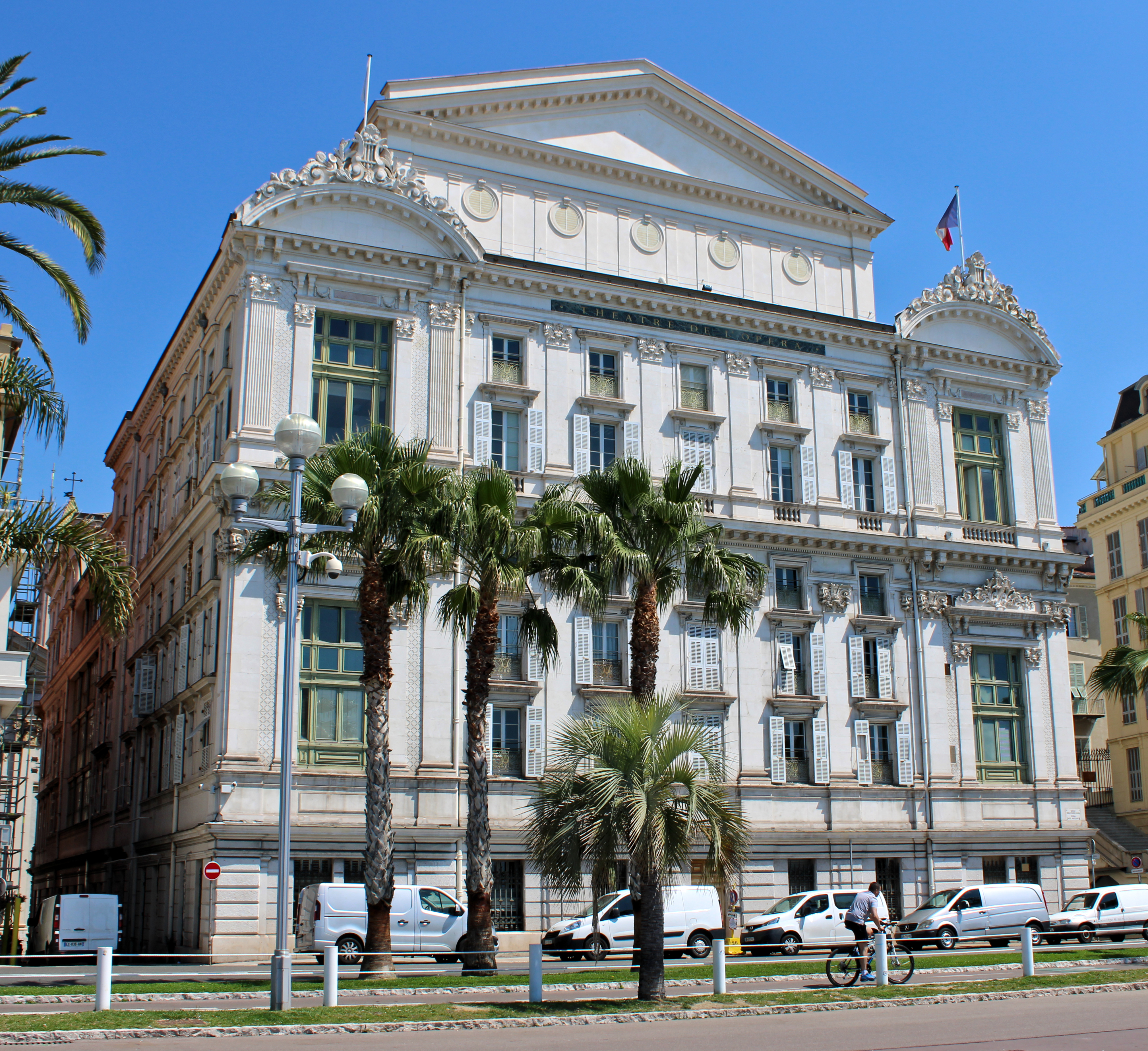
La façade sud, quai des États-Unis.

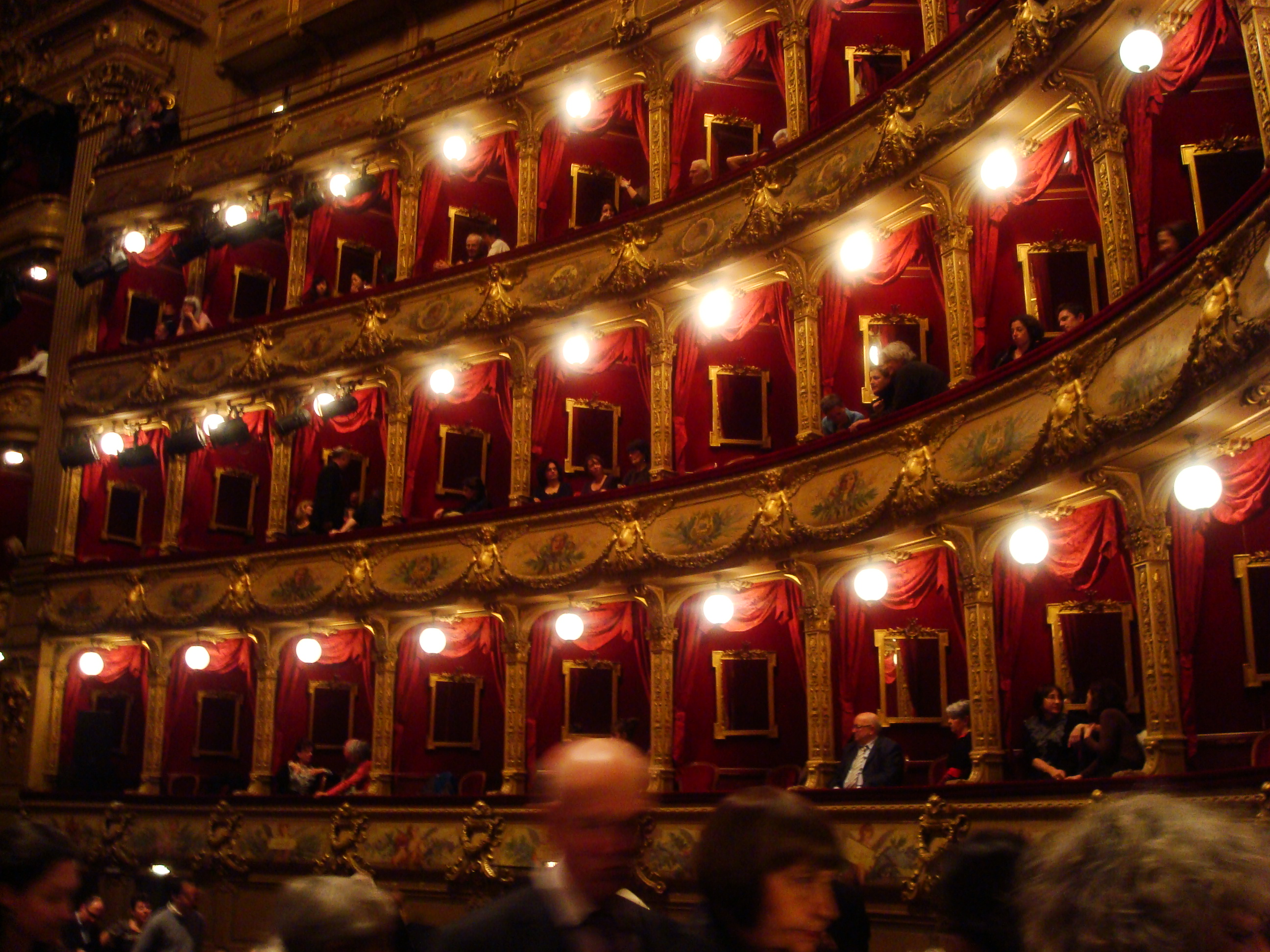
L'intérieur de l'Opéra.

Disposant d'un chœur, d'un ballet et de l'orchestre philharmonique de Nice, l'opéra se caractérise par l'excellence de ses productions lyriques, ainsi que par son engagement en faveur de la modernité. C'est ainsi qu'il a présenté pour la première fois en France les plus grandes œuvres du répertoire : La forza del destino en 1873, Lohengrin en 1881, Eugène Onéguine en 1895, L'Or du Rhin en 1902. Il a également créé un certain nombre d'œuvres essentielles, parmi lesquelles La vida breve de Manuel de Falla, Élégie pour de jeunes amants de Hans Werner Henze, sous la direction de Jean Périsson en 1960 ou encore Elephant Man de Laurent Petitgirard. Il a connu deux créations mondiales : La Prise de Troie (actes I et II des Troyens) d'Hector Berlioz le 28 janvier 1891 et Marie-Magdeleine de Jules Massenet le 9 février 1903.
L'Opéra de Nice a entretenu des relations suivies avec les plus grands artistes lyriques, parmi lesquels : Régine Crespin (La Walkyrie en 1953, Otello en 1954, Werther en 1975, La Grande-duchesse de Gérolstein en 1981, Le Medium en 1984), Montserrat Caballé (Il trovatore en 1971, Caterina Cornaro en 1974, Don Carlo et Un ballo in maschera en 1976, Adriana Lecouvreur en 1977 et 1978, Don Carlo en 1978 et 1979, Luisa Miller, Maria Stuarda et La forza del destino en 1980, Andrea Chénier ou encore Manon Lescaut en 1981), ou encore José Carreras (Un ballo in maschera en 1976, Adriana Lecouvreur, Tosca et Luisa Miller).
Parmi les productions historiques, on peut citer La Bohème avec Luciano Pavarotti en 1976, Salomé et Parsifal, dirigés par Jeffrey Tate en 1983, avec Gwyneth Jones et Leonie Rysanek, Samson et Dalila en 1985 avec Plácido Domingo, Waltraud Meier et Georges Prêtre, La clemenza di Tito en 1986, avec Jennifer Larmore et Anne Sofie von Otter, enfin Don Carlos en 1997 dans la mise en scène de Luc Bondy, avec Karita Mattila et José van Dam.
En 2025, l'opéra de Nice commande à Yann Robin une œuvre pour grand chœur mixte et orchestre symphonique, Hymne à l'océan, donnée le 7 juin 2025 en préambule à la troisième Conférence des Nations unies sur l'océan accueillie à Nice en 2025 à l'occasion de l'Année de la mer.
À cela, il convient d'ajouter la venue, depuis son origine, d'artistes d'exception, tels que le compositeur Darius Milhaud, le guitariste classique Andrés Segovia et les chanteurs Waltraud Meier, Carlo Bergonzi, Franco Corelli, Teresa Berganza, June Anderson, Roberto Alagna, Ruggero Raimondi, Dmitri Khvorostovski, la soprano colorature Edita Gruberová. Plus récemment il a accueilli Juan Diego Flórez dans Falstaff et Le Barbier de Séville, Matti Salminen, Barbara Hendricks et Rita Gorr dans Eugène Onéguine, Salvatore Licitra dans Tosca, José Cura dans Otello, Marcelo Álvarez dans La traviata et enfin Rolando Villazón dans Werther.

## Direction
1950-1982 : Ferdinand Aymé
1982-1994 : Pierre Médecin
1994-1997 : Jean-Albert Cartier
1997-2001 : Giancarlo del Monaco (en)
2001-2009 : Paul-Émile Fourny
2009-2010 : Jacques Hédouin & Alain Lanceron
2012-2015 : Marc Adam
2016-2019 : Eric Chevalier
depuis 2019 : Bertrand Rossi

## Ballet Nice-Méditerranée
Le ballet de l'Opéra de Nice est créé en 1947 à l'initiative de Pierre Pasquini (1921-2006). À sa tête se succèdent Lycette Darsonval, Jean-Pierre Ruffier, Tony Pardina, Martine Parmain, Jean-Michel Bouvron, Marc Ribaud et Eleonora Gori. La compagnie invite régulièrement des chorégraphes ainsi que des étoiles de l'Opéra de Paris telles Claire Motte, Youly Algaroff, Liane Daydé et Josette Amiel.
En 2009, Éric Vu-An en devient le directeur artistique, poste qu'il occupera jusqu'à sa mort en 2024. La compagnie prend alors le nom de ballet Nice-Méditerranée. Huit danseurs solistes sont recrutés et des collaborations sont entamées avec le Conservatoire de Nice, le Pôle national supérieur de danse Rosella-Hightower et le Monaco Dance Forum.
Une plainte pour « discrimination et harcèlement moral » est déposée par une danseuse en mars 2018 et déclenche une enquête de l'inspection générale des services de la ville. Une ordonnance de non-lieu est rendue le 11 juillet 2022, faute d'indices graves ou concordants de faits de harcèlement ou de discrimination, rendu définitif par un arrêt de la chambre de l'instruction d'Aix-en-Provence le 30 mars 2023.